# Fahrbücherei im Kreis Ostholstein
Die Fahrbücherei im Kreis Ostholstein übernimmt die Medienversorgung der ländlichen Bevölkerung Ostholsteins. Im 3-Wochen-Rhythmus hält sie an 132 Haltepunkten in 22 Gemeinden und erreicht etwa 40.000 Einwohner.

## Geschichte
Der Beschluss des Kreistags zur Gründung einer Fahrbücherei erfolgte im Juli 1980. Nach zahlreichen Probefahrten zur Ermittlung passender Routen nahm die Fahrbücherei am 5. Januar 1981 ihren Dienst auf. Anfangs wurden 13 Gemeinden angefahren, Ende 2016 waren es 22 Gemeinden.
Das Büchermagazin befand sich anfangs noch im ehemaligen Kavaliershaus in der Stolbergstraße in Eutin, die Bücherbusgarage jedoch im Ort Benz der Nachbargemeinde Malente. Erst 1991 wurde beides in einem ehemaligen Kartoffellager in der Waldstraße in Eutin zusammengeführt.
Das erste Fahrzeug war ein Bus der Firma Setra-Kässbohrer. 1993 folgte ein Volvo-Bus, wiederum als Umbau der Firma Kässbohrer. Seit April 2012 ist ein Volvo-LKW der Firma Makoben im Einsatz.

## Bestand und Dienstleistungen

### Medienbestand
Der Gesamtbestand umfasst ca. 25.000 Titel. Davon befinden sich regelmäßig ca. 4.500 Titel an Bord der Fahrbücherei. Zur Auswahl stehen Bücher, DVDs, CDs, Zeitschriften, sowie Konsolen- und Gesellschaftsspiele. Durch den Anschluss an den Leihverkehr ist der Zugriff auf Medien aus anderen Büchereien möglich.

### E-Books und E-Audios
Seit Juni 2013 ist die Fahrbücherei Teil des Verbundes „Onleihe zwischen den Meeren“, durch den die Nutzer Zugriff auf ein Angebot von E-Books, Hörbüchern, Zeitschriften und Lernprogrammen haben.

### Allgemeine Serviceleistungen
- Leihverkehr
- Leserwünsche

### Schulen und Kindergärten
- Führungen für Kindergärten und Schulklassen
- Lesungen und Veranstaltungen während der Kinder- und Jugendbuchwochen
- Erzähltheater Kamishibai für Kindergärten
- Themenkisten „Wissensbox“ zu mehr als 80 Themen für Kindergärten, Grundschulen und die Orientierungsstufe

### Leseförderung für Kinder und Jugendliche
- Bücher, die im Leseförderprogramm Antolin verzeichnet sind, werden unterstützt und sind entsprechend gekennzeichnet.
- Seit 2017 nimmt die Fahrbücherei am landesweiten FerienLeseClub teil, durch den Schülerinnen und Schüler motiviert werden, in den Sommerferien zu lesen.